# Herbert M. Dawley
Herbert M. Dawley est un producteur, scénariste, réalisateur, monteur, directeur de photographie et acteur américain né le 15 mars 1880 et décédé le 15 août 1970 à New Providence (États-Unis).

## Filmographie

### comme producteur
- 1918 : The Ghost of Slumber Mountain
- 1920 : Along the Moonbeam Trail
- 1921 : Why They Love Cave Men
- 1921 : When the Whale Was Jonahed
- 1921 : Fireman, Save My Child
- 1922 : The Original Golfer
- 1922 : Why Adam Walked the Floor
- 1922 : The Original Movie
- 1922 : The First Earful
- 1922 : Noah Put the Cat Out
- 1922 : The First Flivver
- 1922 : The First Degree
- 1922 : The First Barber
- 1922 : Baron Bragg and the Devilish Dragon
- 1922 : The Ogling Ogre
- 1922 : Baron Bragg and the Haunted Castle
- 1923 : The Terrible Tree
- 1923 : Silliettes
- 1923 : The Lobster Nightmare
- 1923 : The Absent Minded Poet
- 1923 : The Classic Centaur
- 1924 : Tattercoats
- 1924 : Sleeping Beauty
- 1924 : Cinderella
- 1924 : Beauty and the Beast[1]
- 1924 : Aladdin and the Wonderful Lamp
- 1924 : Pan the Piper
- 1924 : Jack and the Beanstalk
- 1924 : Thumbelina
- 1925 : Jack the Giant Killer

### comme scénariste
- 1918 : The Ghost of Slumber Mountain
- 1921 : The First Circus
- 1921 : The Tooth Carpenter
- 1921 : Why They Love Cave Men
- 1921 : When the Whale Was Jonahed
- 1921 : Fireman, Save My Child
- 1922 : The Original Golfer
- 1922 : Why Adam Walked the Floor
- 1922 : The Original Movie
- 1922 : The First Earful
- 1922 : Noah Put the Cat Out
- 1922 : The First Flivver
- 1922 : The First Degree
- 1922 : The First Barber
- 1922 : Baron Bragg and the Devilish Dragon
- 1922 : The Ogling Ogre
- 1922 : Baron Bragg and the Haunted Castle
- 1923 : The Terrible Tree

### comme réalisateur
- 1920 : Along the Moonbeam Trail
- 1923 : Silliettes
- 1923 : The Lobster Nightmare
- 1923 : The Absent Minded Poet
- 1923 : The Classic Centaur
- 1924 : Tattercoats
- 1924 : Sleeping Beauty
- 1924 : Cinderella
- 1924 : Beauty and the Beast[1]
- 1924 : Aladdin and the Wonderful Lamp
- 1924 : Pan the Piper
- 1924 : Jack and the Beanstalk
- 1924 : Thumbelina
- 1925 : Jack the Giant Killer

### comme monteur
- 1921 : The First Circus
- 1921 : The Tooth Carpenter
- 1922 : The Original Movie

### comme directeur de la photographie
- 1922 : The Original Movie

### comme acteur
- 1918 : The Ghost of Slumber Mountain : Uncle Jack Holmes